# Syzeuctus sambonis
Syzeuctus sambonis là một loài tò vò trong họ Ichneumonidae.